# Miantso
Miantso est une commune du district d'Ankazobe (Province d'Antananarivo), au centre-nord de Madagascar, en pays merina, au sud de la région du Vonizongo,. 
Elle aurait été créée par les descendants du roi Rainimbelo d'Ambohidroandriana.

## Géographie
Le village principal est entouré de deux  grands fossés (hadivory), avec sycomores (amontana) et figuiers (aviavy).

## Histoire
Les nobles du village, après avoir quitté Ambohidroandriana, ont créé avant Miantso deux villages : Miadamanjaka, village des hommes, et Miadanandriana, village des enfants et des femmes. Selon les études sur les anciens du village, les descendants d'Ambohidroandriana, les Tsy mitody doha, sont des Zazamarolahy, qui n'ont pas reconnu Andrianampoinimerina, et certains sont des Andriamasinavalona, les descendants qui ont suivi Andrianampoionimerina et été affranchis en Andriamasinavalona.

## Économie
Actuellement[Quand ?], Miantso vit principalement de riziculture et d'élevage de bovins.